# 6 (szám)
A 6 (hat) (római számmal: VI) az 5 és 7 között található természetes szám és egyben számjegy is. A számjegy ASCII kódja: 54 vagy 0x0036.

## A matematikában
A tízes számrendszerbeli 6-os a kettes számrendszerben 110, a nyolcas számrendszerben 6, a tizenhatos számrendszerben 6 alakban írható fel.
A 6 páros szám, összetett szám. Kanonikus alakban a 21 · 31 szorzattal, normálalakban a 6 · 100 szorzattal írható fel. Négy osztója van a természetes számok halmazán, ezek növekvő sorrendben: 1,  2, 3 és 6.
A 6 a 3 faktoriálisa (3!). Prímoriális, ezért ritkán tóciens szám. Az első tökéletes szám (megegyezik valódi osztói összegével). Erősen összetett szám: több osztója van, mint bármely nála kisebb számnak.
Erősen bővelkedő szám: osztóinak összege nagyobb, mint bármely nála kisebb pozitív egész szám osztóinak összege. Szuperbővelkedő szám. Az első olyan természetes szám, amelynek 4 pozitív osztója van. Kiváló erősen összetett szám, egyben kolosszálisan bővelkedő szám. Háromszögszám, középpontos ötszögszám, oktaéderszám, téglalapszám (2 · 3). Ötszögalapú piramisszám.
Tökéletes számként:
- A 6 kapcsolódik a 3 Mersenne-prímhez, hiszen 21(22 − 1) = 6.
- A 6 az egyetlen páros tökéletes szám, ami nem fejezhető ki egymást követő páratlan köbszámok összegeként.[3]
- Tökéletes számként a 6 a 6-osztóösszeg-sorozat gyökerében helyezkedik el, saját magán kívül egyetlen számnak adja ki az osztóösszegét, a 25-nek.

Elsődleges áltökéletes szám.
A 6 az első szám, ami 2 különböző szám valódiosztó-összegeként áll elő, ezért erősen érinthető szám.
Szigorúan nem palindrom szám.
A hat az egyetlen szám, ami felírható három egymást követő egész szám összegeként és szorzataként is.
Nincs köze a 6 tökéletes szám-mivoltához, de 6 hosszúságú Golomb-vonalzó „tökéletes vonalzó”. A hat kongruens szám.
A hat az első diszkrét félprím (2 × 3) és az első eleme a (2 × q) diszkrét félprím-családnak.
A hat a legkisebb természetes szám, ami felírható két nem egész racionális szám köbének összegeként: {\displaystyle 6=\left({\frac {17}{21}}\right)^{3}+\left({\frac {37}{21}}\right)^{3}.} Száz alatt a többi ilyen tulajdonságú szám: 7, 9, 12, 13, 15, 17, 19, 20, 22, 26, 28, 30, 31, 33, 34, 35, 37, 42, 43, 48, 49, 50, 51, 53, 56, 58, 61, 62, 63, 65, 67, 68, 69, 70, 71, 72, 75, 78, 79, 84, 85, 86, 87, 89, 90, 91, 92, 94, 96, 97, 98. (A228499 sorozat az OEIS-ben)
A hat unitáris tökéletes szám, osztóharmonikus szám és kiváló erősen összetett szám, ezek közül az utolsó, ami prímoriális.
Az 5 és a 6 mindkét definíció szerint Ruth–Aaron-párt alkot.
A legkisebb nem-Abel-csoport az S3 szimmetrikus csoport, mely 3!=6 elemből áll.

A kockának hat oldallapja van

A hatoldalú sokszög neve hatszög, egyike a három szabályos sokszögnek, ami képes a sík hézagmentes kitöltésére. A hatszöget jelképező figurális számok a hatszögszámok (a 6 is köztük van). Mivel a 6 kettőhatvány (21) és Fermat-prím (3) szorzata, ezért a szabályos hatszög szerkeszthető sokszög.
Hat konvex szabályos 4-politóp létezik négy dimenzióban.
Minden háromnál nagyobb prímszám 6n ± 1 alakba írható.

## A csillagászatban
- A Messier-katalógus 6. objektuma (M6) a Pillangó-halmaz.

## A kémiában
- A periódusos rendszer 6. eleme a szén.

## Hattagú csoportok
- Hatok

## Az irodalomban
- Weöres Sándor: Három veréb hat szemmel antológia

## A színházban
- Richard Alfieri: Hat hét, hat tánc

## Egyéb

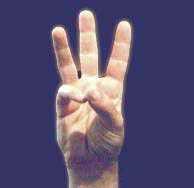
A hatos szám a Kanadában használatos QSL (ISO 639) jelnyelven.

- Schönherz Kollégium Hallgatói Tudásbázis Felügyelők Csoportja (HAT)